# George Farquhar
Pour les articles homonymes, voir Farquhar.
George Farquhar, né en 1677 ou 1678 et mort le 29 avril 1707, est un auteur dramatique irlandais.

## Biographie
George Farquhar est né à Derry en Irlande, d'un père pasteur modeste. Il est d'abord comédien, puis officier. Ayant épousé une femme sans fortune, veuve mère de trois enfants, il ne peut résister aux privations que lui imposent les besoins de sa famille, et meurt d'épuisement en 1707, à l'âge de trente ans.

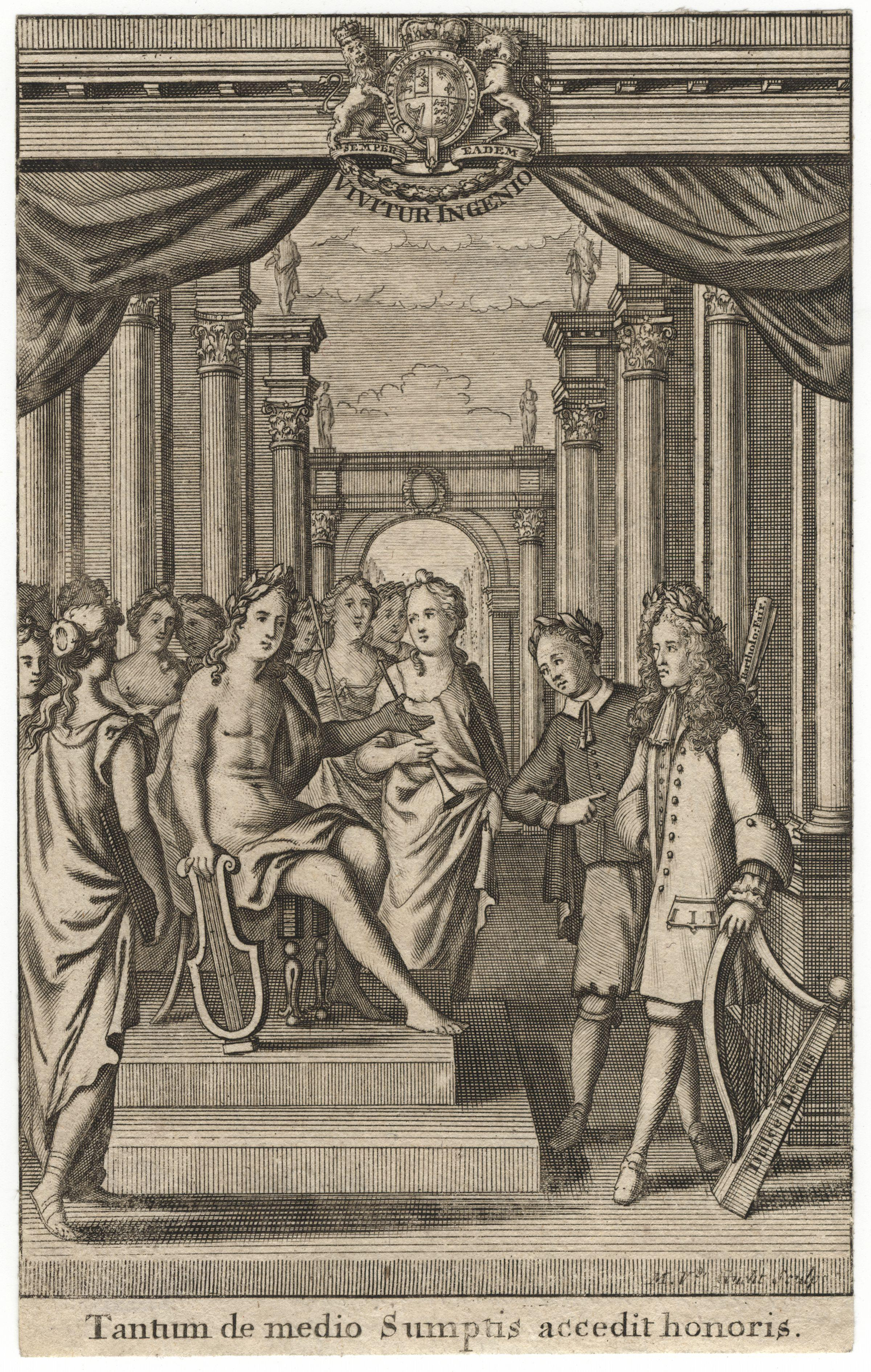
George Farquhar, Michiel van der Gucht, 1711

## Œuvres
- Love and a Bottle, parfois écrit Love in a Bottle 1698 [lire en ligne]
- The Constant Couple, 1698 [lire en ligne]
- Sir Henry Wildair ;
- The Inconstant, or the Way to Win Him [lire en ligne]
- The Stage Coach, 1704 ;
- The Twin Rivals, 1705 ;
- The Recruiting Officer, 1706 [lire en ligne]
- The Beaux' Stratagem, 1707 [lire en ligne]

### Recueils
- The Complete Works of George Farquhar, 2 vol., The Nonesuch Press, 1930 [lire en ligne]
- William Archer, George Farquhar, Benn, 1949 [lire en ligne]

### Traductions en français
- Les Recrues, pièce en 3 actes, traduction par Pierre Roudy de The Recruiting officer, Magnard, 1979
- La Ruse des galants, traduction de The beaux' stratagem par J. Hamard, Aubier, éd. Montaigne, 1965[5]
- L'Officier recruteur, comédie en 5 actes, traduction de Michel Arnaud, 1969
- La Ruse du petit maître ou Le stratagème des roués, comédie en cinq actes, traduction de The Beaux' stratagem par Maurice Constantin-Weyer et précédé d'une notice historique et critique, la Renaissance du livre, 1921[6]
- Les folles raisonnables, comédies en deux actes ; imitée de l'anglais de Farquhar par M. Dumaniant, A.-A. Renouard, 1807 lire en ligne sur Gallica